# Цзун Цинхоу
Цзун Цинхоу (кит. 宗庆后, англ. Zong Qinghou, 11 октября 1945 года — 25 февраля 2024 года) — китайский бизнесмен-миллиардер (на март 2022 года состояние оценивалось в USD 8,7 млрд.), основатель, председатель и генеральный директор Wahaha Group.

## Биография
Цзун родился 11 октября 1945 года в бедной семье в Чжэцзяне и не получил систематического образования. Из-за бедности семьи Цзуну пришлось бросить учёбу в средней школе. Он оказался частью движения «высланных вниз» и работал в Чжоушане на соляной ферме. В свободное время читал и изучал коммунистические тексты, включая «Собрание сочинений Мао Цзэдуна» и «Как закалялась сталь» Николая Островского.
В 1979 году после выхода на пенсию своей матери, учительницы, Цзун вернулся домой, а потом уехал в Ханчжоу, где устроился на чернорабочим в местную школу, поскольку из-за низкого уровня своего образования другой работы ему не представилось. В 1987 году он устроился в мини-продуктовый магазин в школе в районе Шанчэн Ханчжоу продавцом молока, а затем возглавил зарождающийся бизнес Wahaha по продаже газированных безалкогольных напитков, льда и канцелярских принадлежностей. Вместе с двумя вышедшими на пенсию школьными учителями он занял сумму в 140 000 юаней, чтобы начать производить молочные напитки на продажу.
Цзун получил независимость от государственного партнера и установил контакты с Danone. Благодаря своему авторитарному стилю[10] и этике трудоголика он превратил Wahaha в крупнейшего производителя напитков в Китайской Народной Республике.
Совместное предприятие WHH, созданное с Groupe Danone, вложило внутренние инвестиции в размере 70 миллионов долларов США в пять совместных предприятий в обмен на 51 % акций Groupe Danone в каждой компании. Соглашение о товарных знаках, подписанное 29 февраля 1996 года, предоставило совместным предприятиям исключительные права на производство, распространение и продажу продукции под брендом Wahaha. К 2007 году сотрудничество было включено 39 совместных предприятий.
В 2007 году отношения испортились. Danone обвинила Wahaha в тайном управлении рядом параллельных компаний, которые копировали операции совместного предприятия с практически идентичными продуктами и получили из партнерства до 100 миллионов долларов сверхдоходов. Danone и Wahaha расторгли свое партнерство. 5 июня 2007 года Цзун ушёл с поста руководителя совместных предприятий.

В 2010 году Forbes объявил Цзуна самым богатым человеком Китая. Он был признан самым богатым человеком Китая и в 2012 году, а в 2013 году — вторым по богатству, согласно China Rich List, опубликованному Hurun Report.
Цзун был делегатом Всекитайского собрания народных представителей с 2002 по 2018 год.
Был женат на Ши Ючжэнь, у них был один ребёнок, дочь Фули (Келли) Цзун. Ши была менеджером по закупкам в Wahaha. Цзун когда-то имел статус постоянного резидента в Соединённых Штатах, который он получил, чтобы легче приезжать в страну и следить за своими инвестициями там. Фули училась в Университете Пеппердина в Южной Калифорнии и получила гражданство США, но позже вернулась в Китай и в 2007 году начала процедуру отказа от своего гражданства США.
Цзун получил широкую популярность, сыграв роль «Давида» против французского «Голиафа», поглощающего китайские компании. Однако с раскрытием его грин-карты в 2008 году общественное мнение изменилось, и его репутация пострадала. В 2013 году он заявил, что, поскольку он не приезжал в США в течение нескольких лет, его статус был, таким образом, признан утраченным.
Цзун заявил, что он жил менее чем на 6000 долларов в год, приписывая свою бережливость учению Мао Цзэдуна, он также подчеркивал меры по сокращению расходов в своем подходе к бизнесу, описывая контроль расходов как ключевой элемент в деятельности Wahaha.
Цзун Цинхоу умер 25 февраля 2024 года в возрасте 78 лет.
Цзун утверждал, что получал зарплату и годовое пособие, а также премию в размере 1 % от годовой прибыли совместных предприятий, что в общей сложности составляло 70 миллионов юаней дохода каждый год.
В апреле 2008 года в публикации в журнале Caijing было сообщено, что Цзун находится под следствием по обвинению в уклонении от уплаты налогов на сумму около 300 миллионов юаней. Следствие утверждало, что Цзун «…заработал гораздо больше, чем эта сумма, и не отчитывался о налогах в течение многих лет». Caijing намекнул, что могли иметь место не совсем прозрачные платежи через сеть зарегистрированных в Гонконге счетов Цзуна, Ши, дочери Фули и бывшего секретаря партии Wahaha Ду Цзяньина. Цзун, по-видимому, заплатил более 200 миллионов юаней налоговых задолженностей в октябре 2007 года, после начала расследования. Однако подозрения, что Цзун все ещё оставался должен миллионы, сохранялись.